# Steinreihe von Bruyères

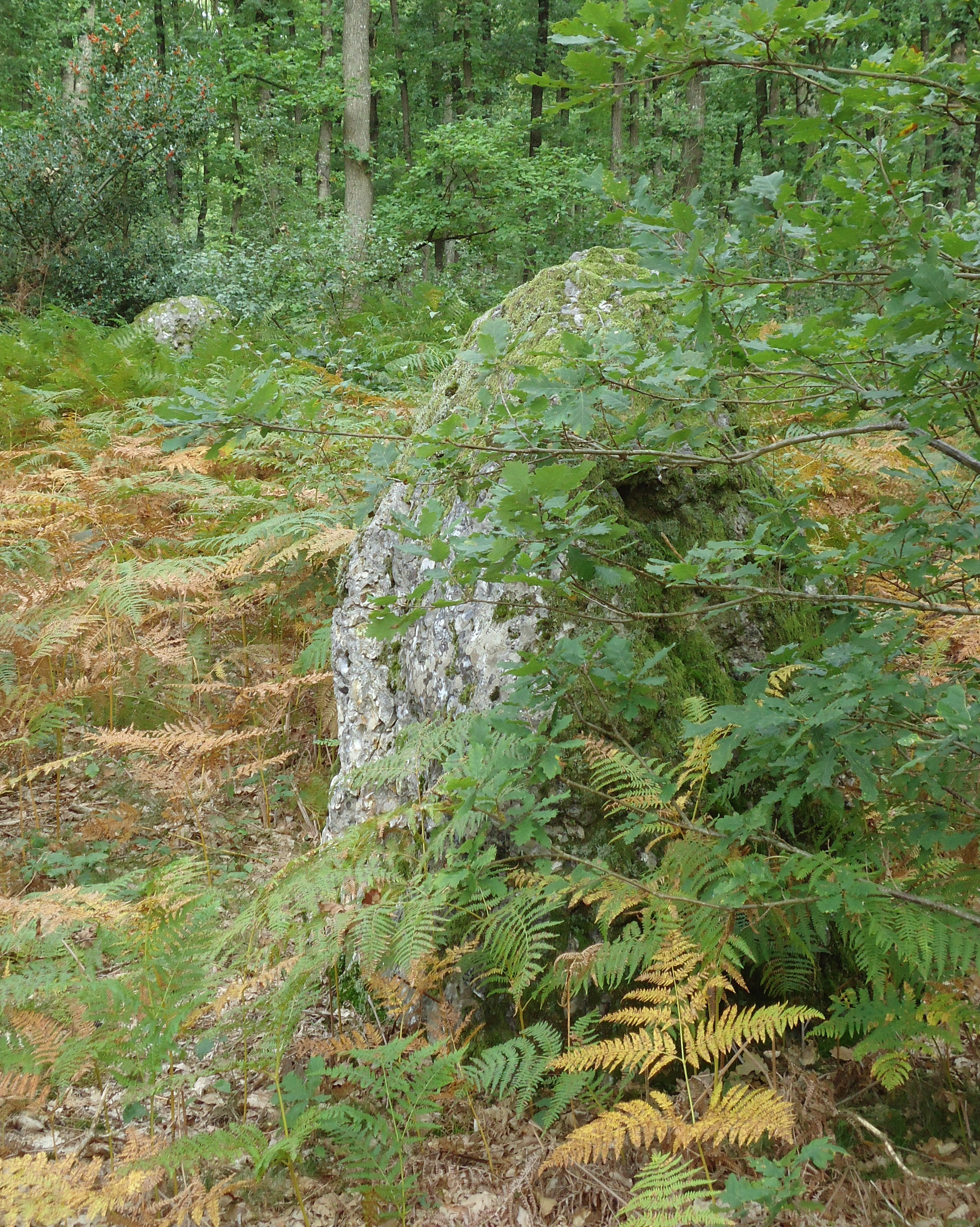
Menhir der Steinreihe von Bruyères

Die Steinreihe von Bruyères besteht aus drei Menhiren und liegt in einem Wald südöstlich von Les Baux-Sainte-Croix im Département Eure in der Normandie in Frankreich. Die Seltenheit dieser Monumentart in der Normandie macht sie außergewöhnlich. Die Normandie hat nur eine weitere Steinreihe in Plumaudière bei Montchauvet im Département Calvados.
Der Boden um die Nordwest-Südost orientierten Menhire besteht aus einer Mischung aus Feuerstein und Brekzie des Rupeliums. Die Fülle dieses Materials an Ort und Stelle erklärt den Bau dieser Menhire sowie der Dolmen in der Nähe.
Der nördlichste Block hat eine Höhe von 1,5 m. Seine rechteckige Basis ist 2,4 m lang und 1,0 m breit. 
Der 16,5 m entfernte, mittlere Block, ist 1,7 m hoch. Seine rautenförmige Basis misst 2,2 × 1,3 m. 
Etwa 8,8 m entfernt liegt der dritte, umgefallene Block. Er hat die Form einer Platte von 2,9 × 2,4 m und ist 0,85 m dick. Sein nordwestliches Ende ist noch im Boden eingelassen, während der südöstliche Teil etwa 1,45 m aufragt.
Die Steinreihe wurde 1939 von Maurice Marais entdeckt. Die zu dieser Zeit durchgeführten ersten Ausgrabungen enthüllten das Vorhandensein von Stützsteinen rund um den zentralen Menhir, die eine Art Krone bildeten.
Eine weitere Ausgrabung erfolgte 1969. Eine Suche nach einem vergrabenen Menhir ergab kein Ergebnis. Ausgrabungen am Fuße des südlichen Menhirs ergaben, dass ein großer Puddingsteinblock von 55 × 45 × 30 cm vergraben war und auf der Südseite wie ein Keil wirkte. Diese Ausgrabung bestätigte auch, dass der Menhir 45 cm tief im Boden stand. Das Loch am Fuß des nördlichen Menhirs bestätigte die Komplexität des bereits 1939 entdeckten Ringsystems.
Drei Feuersteine sind die einzigen Spuren, die die Erbauer hinterlassen haben. 
Die Steinreihe von Bruyères ist seit 1975 als Monument historique eingestuft. 
In der Nähe befinden sich die Dolmen de l’Hôtel-Dieu und der Pierre courcoulée.